# Kaatedocus
Kaatedocus („malý trám“) byl rod diplodocidního dinosaura, jehož fosilie byly objeveny roku 1934 na severu amerického státu Wyoming a vědecky popsaný v roce 2012. Zkamenělá lebka a krční obratle tohoto flagelikaudátního sauropoda byly objeveny v sedimentech proslulého souvrství Morrison. Jediný dnes známý a zároveň typový druh je K. siberi, popsaný paleontology Emanuelem Tschoppem a Octávio Mateusem.

## Popis

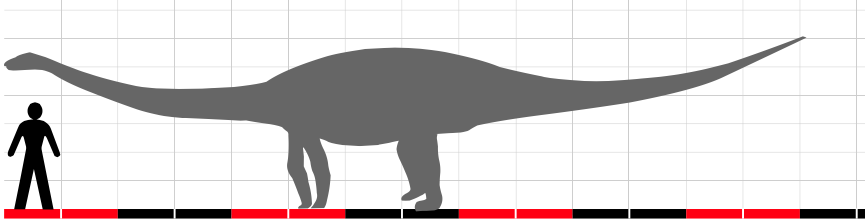
Kaatedocus siberi - velikostní porovnání s člověkem.

Stejně jako další diplodokidi byl i kaatedocus štíhle stavěným sauropodem s velmi dlouhým ocasem a krkem, relativně nízko posazeným trupem a malou hlavou. Představoval pravděpodobně stádního býložravce střední velikosti. Jeho délka je odhadována zhruba na 15 metrů, dosahoval tedy jen poloviční velikosti oproti svým obřím příbuzným, jako byl druh Supersaurus vivanae nebo Diplodocus hallorum.
Blízce příbuzným druhem byl pravděpodobně dikreosaurid druhu Smitanosaurus agilis, formálně popsaný z Colorada v roce 2020.